# Дрофы-красотки
Дрофы-красотки (лат. Chlamydotis) — род птиц семейства дрофиных. Объединяет два вида, распространённых в полосе пустынь и полупустынь Старого Света от Канарских островов и Северной Африки к востоку до Монголии и западного Китая (Синцьзян). Это птицы с сильными ногами, хорошо приспособленными для быстрого продолжительного бега. Самцы и самки имеют удлинённые перья на голове и передней части шеи. В ранних классификациях оба вида объёдинялись в один с названием Chlamydotis undulata.

## Виды
| Фото | Латинское названиe     | Русское название | Ареал                              |
| ---- | ---------------------- | ---------------- | ---------------------------------- |
|      | Chlamydotis undulata   |                  | северная Африка, Канарские острова |
|      | Chlamydotis macqueenii | Вихляй           | Азия                               |